# آزمایشی (لاست)
آزمایشی قسمت آزمایشی دو قسمتی از سریال تلویزیونی ABC (شرکت پخش رسانه‌ای آمریکا) به نام "گمشدگان" است که قسمت اول آن در تاریخ ۲۲ سپتامبر ۲۰۰۴ و قسمت دوم یک هفته بعد، در تاریخ ۲۹ سپتامبر پخش شد. هر دو قسمت توسط جی. جی. آبرامز کارگردانی شده و او به همراه دیمون لیندلوف، یکی از خالقان سریال، فیلمنامه را نوشته‌اند. جفری لیبر، که به درخواست ABC برای نوشتن نسخه اولیه فیلمنامه استخدام شده بود، اعتبار داستان را دریافت کرد. این قسمت در اوآهو، هاوایی فیلمبرداری شده و گران‌ترین قسمت پایلوت تا آن زمان بود که هزینه‌ای بین ۱۰ تا ۱۴ میلیون دلار داشت، عمدتاً به دلیل هزینه‌های خرید، حمل و نقل و تزئین یک لاکهید ال-۱۰۱۱ تری‌استار که برای نمایش بقایای پرواز ۸۱۵ استفاده شد. تغییرات زیادی در طول فرآیند انتخاب بازیگران انجام شد، از جمله انتخاب بازیگران، رفتارها و سرنوشت شخصیت‌ها.
این قسمت آزمایشی، بازماندگان پرواز اقیانوس آرام ۸۱۵ را معرفی می‌کند که در یک سانحه هوایی سقوط کرده و به یک جزیره مرموز می‌رسند. سه نفر از شخصیت‌ها، جک شپرد (متیو فاکس)، کیت آستین (اوانجلین لیلی) و چارلی پیس (دامینیک مانهن)، قبل از سقوط در فلش‌بک‌هایی از تجربیات خود در هواپیما در حین شکستن آن در هوا به تصویر کشیده می‌شوند؛ این تکنیک روایی در تقریباً هر قسمت بعدی سریال دوباره استفاده شد. قسمت آزمایشی "گمشدگان" یکی از تحسین‌شده‌ترین قسمت آزمایشی تلویزیونی تاریخ است. هر دو قسمت امتیازهای بالایی کسب کردند و این قسمت بعداً جوایز و افتخارات زیادی را به دست آورد.

## وجه تسمیه
قابل ذکر است که آزمایشی که ترجمه‌ی Pilot یا Pilot film می‌باشد عنوان قسمت‌های اول بسیاری از سریال‌های تلویزیونی برای سنجش توانایی سریال در جذب مخاطب می‌باشد. در صورت عدم مجذوب شدن مخاطب پخش سریال متوقف خواهد شد.
نام قسمت اول و دوم مجموعه تلویزیونی لاست که توسط جی جی آبرامز کارگردانی شده

## قسمت اول
این قسمت حوادث بعد از سقوط هواپیما را نشان می‌دهد.۴۸ نفر از سرنشینان هواپیما زنده مانده‌اند و به هم کمک می‌کنند. جک، کیت و چارلی برای یافتن خلبان به سمت کوه می روند اما با اتفاقی عجیب روبه رو می‌شوند

## قسمت دوم
جک، کیت و چارلی فرستنده ای را که در کابین خلبانت یافته بودند با خود می آورند. سعید آن را تعمیر می‌کند و متوجه صدای زنی فرانسوی می‌شود که کمک می‌خواهد

## پخش در ایران
سه فصل از این مجموعه اوایل بهمن ۸۹، با دوبله فارسی توسط موسسه قرن ۲۱ و پارس ویدئو عرضه شد.به‌دلیل عدم استقبال مردم و همچنین تاخیر در دوبله شرکت پارس ویدیو دوبله این مجموعه رو ادامه نداد